# 川手昭二
川手昭二（かわて しょうじ、1927年 - ）は、日本の都市計画家・都市設計家。建築家。建築研究者。都市研究家。工学博士。筑波大学名誉教授。創設期の日本住宅公団で多摩ニュータウンや港北ニュータウン建設に携わる。また、筑波大学等で都市設計方面の人材育成にも携わる。東京生まれ。

## 略歴
- 1951年（昭和26年） 日本大学旧工学部（現・理工学部）建築学科を卒業し、東京大学工学部旧制大学院に進学。高山英華に師事
- 1953年（昭和28年） 東京大学旧制大学院修士課程修了
- 1956年（昭和31年） 東京大学数物系大学院博士課程満期
- 1956年（昭和31年） 日本住宅公団に勤務。企画と事業計画、都市計画手続業務に奉職。1964年（昭和39年）から 多摩ニュータウンを1967年（昭和42年）まで関わり、その後神奈川支社に異動し港北ニュータウン開発策定に従事
- 1967年（昭和42年） 東京都立大学 (1949-2011)工学部非常勤講師を兼務する
- 1978年（昭和53年） 筑波大学第3学群社会工学系教授就任[1]
- 1984年（昭和59年） 住宅公団を退職
- 1991年（平成3年） 芝浦工業大学システム工学部教授就任
- 1997年（平成9年） 芝浦工業大学を退職
- 1998年（平成10年） 筑波大学名誉教授
- 1998年（平成10年）- 財団法人つくば都市交通センター理事長。その他埼玉県見沼土地利用審査会会長など要職多数。

## 著書
- 行政と住民の「協働による港北ニュータウン事業」を引き継いだ、都筑区の協働によるまちづくり (特集 ニュータウン新次元 - ネットワークを活用したセミ自立型へ) Urban housing sciences (69), 10-15, 2010
- ＜研究活動の概要＞昭和60年度環境科学研究科プロジェクト報告　：　県南地域の社会的変化の追跡  環境科学研究科年報 : 環境科学セミナー (9), 69-70, 2006-10-19T02:53:58Z
- 住民協働の姿勢を貫いた港北ニュータウン事業の過去と現在 - 区の約75%が、港北ニュータウンであった横浜市都筑区の話 (特集 ニュータウンにおける居住者による取り組み - 古今東西物語) Urban housing sciences (49), 9-14, 2005
- 竹の塚地区 (公団初期の開発地区を訪ねて(1)) Urban development engineering review (7), 90-96, 2001-02
- 多摩ニュ-タウンの開発事業史的意義 (特集・多摩ニュ-タウンの30年/魅力ある街の熟成に向けて) 宅地開発 (163), 11-20, 1997-07
- 成熟過程のニュータウン(成熟過程のニュータウン)(都市計画部門研究協議会)(1993年度日本建築学会大会(関東)) 建築雑誌. 日本建築学会大会 1993年度, 129, 1993-07-20
- 機械金属系小零細工場集積地域における産業地域社会に関する研究 (1992年度〔日本都市計画学会〕学術研究論文集) Papers on city planning. City planning review (27), p511-516, 1992-11
- ＜特別寄稿＞環境科学研究科のみなさまへ 環境科学研究科年報 : 環境科学セミナー (14), 88, 1991-12
- <学群・学類における学生についての調査>社会工学類の新入生を対象にしたアンケート調査について ( <特集>筑波大学の学生像) Tsukuba forum 23, 102-115, 1985-03
- 市街地基盤整備において,土地区画整理事業が果す役割り (土地区画整理<特集>) 新都市 38(5), p5-14, 1984-05
- 我が国におけるニュ-タウン開発の経緯と今後の動向 (我が国の大都市圏におけるニュ-タウン開発<特集>) City planning review (129), p11-17, 1983-12
- 新市街地の形成-1-計画的新市街地 (〔日本都市計画学会〕30周年記念特集号)  -  (1970年代における都市計画研究の趨勢) City planning review (120), p44-51, 1982-02
- 都市計画と住民参加 (都市計画法施行10年の歩みと今後の展望<特集>) City planning review (119), p58-62, 1981-12
- コミュニティー計画の到達点 (住宅計画・技術) (主集 日本の住宅事情 : 回顧と展望) Journal of architecture and building science 95(1166), 30-32, 1980-06-20
- 戦後日本のニュ-タウン政策における港北ニュ-タウンの位置づけ-下- Journal of municipal problems. 32(3), p112-125, 1980-03
- 戦後日本のニュータウン政策における港北ニュータウンの位置づけ-上- Journal of municipal problems. 32(2), p130-147, 1980-02
- コミュニティ-計画の到達点 (日本の住宅事情 - 回顧と展望<主集>)  -  (住宅計画・技術) Journal of architecture and building science 95(1166), p30-32, 1980-06
- E・ハワードの「田園都市論」と日本の都市建設について (主集 都市論における近代と日本 : 都市環境と建築学・III) Journal of architecture and building science 89(1086), 875-879, 1974-11-20
- 港北ニュータウンにおける道路網計画 (道路と生活) 高速道路と自動車 15(10), 32-36, 1972-10
- 新住宅市街地開発事業とその問題 (都市開発の手法(主集)) The Journal of the Tokyo Institute for Municipal Research 61(8), 66-79, 1970-08
- New Aspects of the New Town Development (FEATURES New Aspects of the New Town Development) Journal of architecture and building science 83(997), 367-376, 1968-06-20
- 地域工業化の研究 建築雑誌. 研究年報 67, 795-796, 1968-03-25
- 4052) Local Agglomeration of Industry in Tokyo Metropolitan Area(Town Planning, Building Economy, Disaster Prevention) Kawate Syoji , Konno Akira , Watanabe Jiro 日本建築学会論文報告集 (103), 434, 1964-10-15
- 4051) Movement of New Plants in the Tokyo Metropolitan Area(Town Planning, building Economy, Disaster Prevention) Kawate Syoji , Konno Akira , Watanabe Jiro 日本建築学会論文報告集 (103), 433, 1964-10-15
- 4012) Conditions of the Journey to Work(Town Planning, Building Economy) 日本建築学会論文報告集 (76), 312, 1962-09-25
- 理想と現実 Journal of architecture and building science 74(866), 23-34, 1959-01-20
- 川手昭二,渋谷陽治,石田頼房「区画整理手法による宅地開発の問題」 (都市計画・経済) (北海道連合大会特集) 木下 茂徳 Journal of architecture and building science 72(852), 53, 1957-11-20
- 6. 起伏の多い土地の宅地造成に関する研究 I. 日本建築學會研究報告 (39), 21-24, 1957-08
- 420) On Residmicial Area Development by Land Reallocation : Study on Kanegasakie Land Beallocation District of Japan Corporation(Towen Planning・Economic) 日本建築学会論文報告集 (57-2), 361-364, 1957-07-30
- 419) On Residencial area Development by Land Reallocation(Towen Planning・Economic) Kawate Shiyozi , Asatani Yozi , Ishida Yorifusa 日本建築学会論文報告集 (57-2), 357-360, 1957-07-30
- 412 東京都区部の空閑地分布とそれに関連する二、三の問題 (そのII) 日本建築學會研究報告 (33-2), 137-138, 1955-10
- 411 東京都区部の空閑地分布とそれに関連する二、三の問題 (そのI) 日本建築學會研究報告 (33-2), 135-136, 1955-10
- 412 宅地調査について 日本建築学会研究報告 (31-2), 134-135, 1955-05
- 415 商業地域の建築活動の分析、池袋第二次調査 (其の2) 日本建築學會研究報告 (31-2), 139-140, 1955-05
- 414 商業地域副都心化の観察 : 池袋第二次調査・其の1 日本建築學會研究報告 (31-2), 137-138, 1955-05
- 321. 建物不燃化の諸要因に関する研究 (其の4) : 商店街の不燃共同化について (池袋調査-3) 日本建築學會研究報告 (29-2), 135-136, 1954-10-15
- 320. 建物不燃化の諸要因に関する研究 (其の3) : 商店街の不燃化について (池袋調査-2) 日本建築學會研究報告 (29-2), 133-134, 1954-10-15
- 319. 建物不燃化の諸要因に関する研究 (其の2) : 商店街の区劃整理について (池袋調査-1) 日本建築學會研究報告 (29-2), 131-132, 1954-10-15
- 318. 建物不燃化の諸要因に関する研究 (其の1) : 路線調査について 日本建築學會研究報告 (29-2), 129-130, 1954-10-15
- 都市開発のフロンティア (1990/11)
- ニュータウン―計画と理念 (1972年) A.ホイティック、F.J.オズボーン、扇谷 弘一、 川手 昭二訳 (1972)
- 事業化と都市経営 (1962年) (都市計画シリーズ〈第1〉) 田住 満作 川手 昭二 (1962)

## その他
自身の都市計画についての書籍類を所蔵した｢川手文庫｣が株式会社成和技術（山形県尾花沢市）にある